# 東北電力ネットワーク
東北電力ネットワーク株式会社（とうほくでんりょくネットワーク、英: Tohoku Electric Power Network Co., Inc.）は、宮城県仙台市青葉区に本社を置き、東北6県と新潟県を供給区域とする日本の一般送配電事業者である。東北電力の100%子会社。略称は「東北電力NW」。そのほか新聞等では、「東北電ネットワーク」、「東北電ネット」、「東北NW」と略される。

## 概要
東北地方6県と新潟県の区域で送電線、変電所、配電線などの送配電網を維持・運用し、発電事業者や小売電気事業者のような事業者を相手に送配電サービスを提供する会社（一般送配電事業者）である。
電気事業法の改正（電力システム改革）によって、一般送配電事業者が発電事業や小売電気事業を兼営することが原則として禁止されたため、従来東北電力が行っていた一般送配電事業が2020年（令和2年）4月1日に東北電力ネットワークに移管された。

## 事業内容

### 一般送配電事業
東北6県（青森県、岩手県、宮城県、秋田県、山形県、福島県）と新潟県（以上を東北エリアと総称）を供給区域として一般送配電事業を営んでいる。同社の供給区域の面積は79,531 km2であり、日本の国土の約2割を占め、一般送配電事業者10社のうち最大である。
一般送配電事業として以下の業務をおこなっている。
- 送配電網の維持　東北6県・新潟県内（一部は長野県内）の1万5千km超の送電線、6百か所超の変電所、15万km近い配電線などを維持する。発電事業者や小売電気事業者から接続申込みがあれば引込線・電力量計などを設置し、発電設備や需要家の負荷設備を送配電網に接続する。事故・災害時は故障箇所を特定し復旧する。
- 系統運用　東北6県・新潟県の電力系統の周波数・電圧を維持し電気の安定供給を確保するため、発電・送電・電力需要の状況を監視し、電力の発生や流通を制御する。
- 託送供給　ある地点で送配電網に電気を受け入れると同時に、別の地点で送配電網から電気を供給し、対価として託送料金を受け取る。託送契約者は主に小売電気事業者であり、発電所で発生した電気を需要家（小売電気事業者の顧客）まで送り届けるために託送供給を利用する。
- 最終保障供給　小売電気事業者から電気の供給を受けることができない東北6県・新潟県の需要家（飛島・粟島・佐渡島を除く特別高圧・高圧の需要家に限る）に対し電気を販売・供給する。
- 離島等供給　日本海に浮かぶ飛島（山形県酒田市の一部）、粟島（新潟県岩船郡粟島浦村）、佐渡島（新潟県佐渡市）の需要家に、小売電気事業者を介することなく電気を販売・供給する。離島等供給に関する需要家からの各種申込みの受付は東北電力が代行している[10]。

### 離島における発電事業

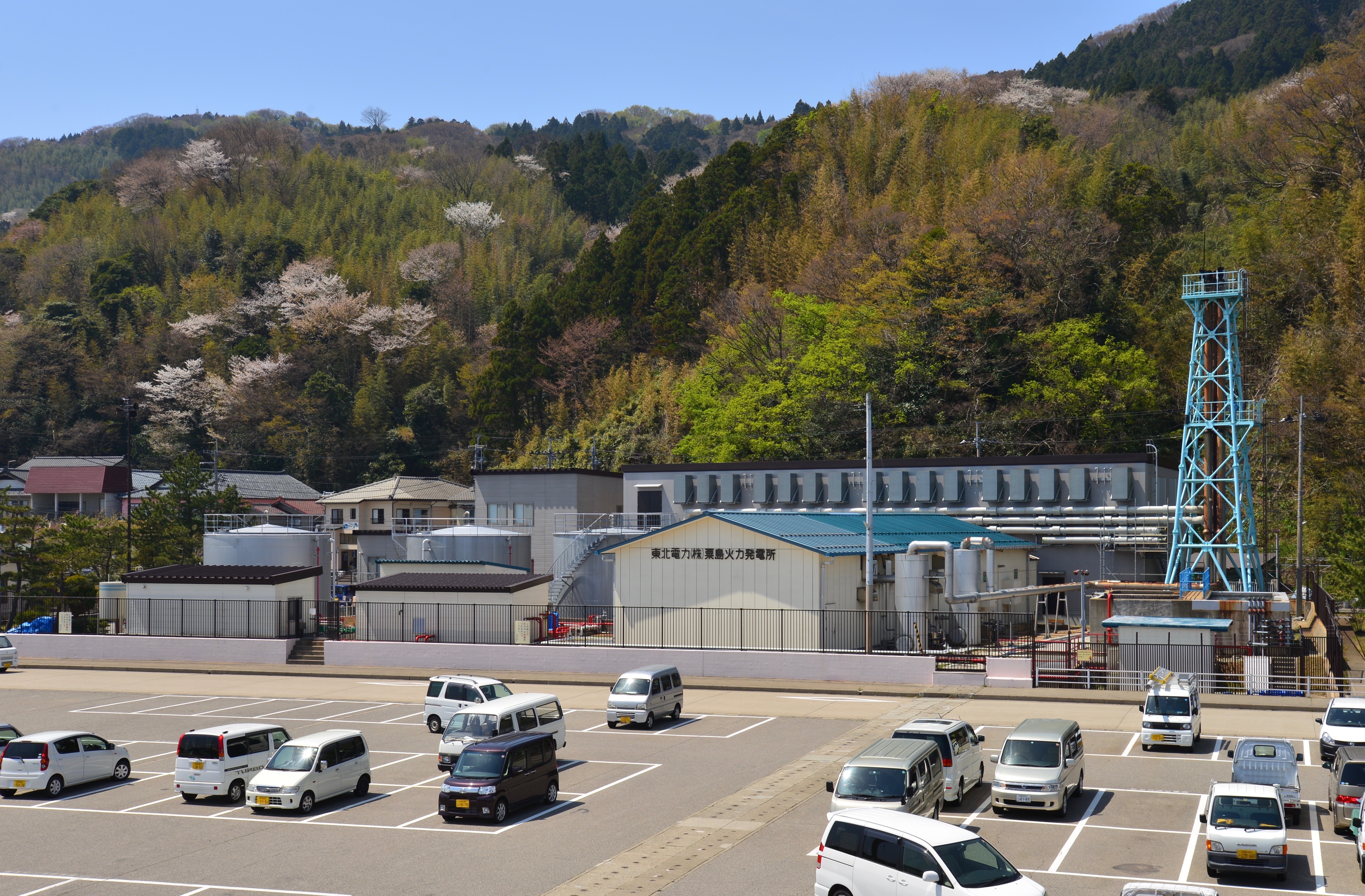
新潟県の粟島に所在する粟島火力発電所（東北電力ネットワークへの移管前に撮影）

本州から送電できない飛島、粟島、佐渡島にそれぞれ発電所を有し、発電事業を営んでいる。

## 事業所
宮城県仙台市の東北電力本店ビルに本社を置き、供給区域内各県の県庁所在地に支社（7か所）を置く。支社の管轄エリア内各地に電力センター（62か所）を置く。東京都に東京事務所を置く。

## 設備

### 設備の概要
2024年3月末現在の設備の概要は、以下のとおりである。
- 送電設備　亘長15,520 km、支持物（鉄塔など）58,647基
- 変電設備　変電所636箇所
- 配電設備　亘長149,818 km、支持物（電柱など）3,177,522基

### 本系統
500 kV（50万ボルト）の送電線は、東北電力東通原子力発電所（青森県下北郡東通村）から東北地方を縦貫し、東京電力パワーグリッド南いわき開閉所（福島県田村市）に達する。ルートは、東通原子力発電所-むつ幹線（亘長50.5 km）-上北変電所（青森県上北郡七戸町）-十和田幹線（亘長114.04 km）-岩手変電所（岩手県盛岡市）-北上幹線（亘長184.37 km）-宮城変電所（宮城県加美郡加美町）-青葉幹線-西仙台変電所（仙台市太白区）-常磐幹線（亘長100.33 km）-南相馬変電所（福島県南相馬市）-相馬双葉幹線-南いわき開閉所である。
青葉幹線の途中からは、500 kV宮城中央支線が分岐し、宮城中央変電所（仙台市泉区）に達する。相馬共同火力発電新地発電所（福島県相馬郡新地町）からは、500 kV新地火力線が伸び、常磐幹線の途中に接続する。
女川原子力発電所からは、2ルートの275 kV送電線が伸び、それぞれ宮城変電所と宮城中央変電所で500 kV系統と連系する。
東北地方を横断する送電線は、275 kVのものが主である。越後開閉所（新潟県新発田市）から朝日山地と奥羽山脈を越え、西仙台変電所に達する朝日幹線（亘長138.73 km）は、500 kVに対応する設計であるが、275 kVで運用されている。

#### 北本連系設備・新北本連系設備
本州と北海道の50 Hz系統同士は、2ルートで連系する。両系統間の連系には直流連系が採用された。
第1のルートは、電源開発送変電ネットワークが所有する北本連系設備であり、北海道電力の七飯発電所（亀田郡七飯町）と東北電力ネットワークの上北変電所（青森県上北郡七戸町）とを結ぶ。函館変換所（函館市）と上北変換所（上北郡東北町）との間が直流±250 kV双極の北本直流幹線（亘長167.4 km）である。途中、函館市と青森県下北郡大間町との間で、直流の海底ケーブルで津軽海峡を横断する。1979年（昭和54年）12月に125 kV単極、150 MWで運用を開始し、翌年6月に250 kV単極、300 MWに増強された。その後、ケーブルを1本追加し、1993年（平成5年）3月からは、±250 kV双極で600 MWが送電できるようになった。
第2のルートは、北海道電力ネットワークが所有する新北本連系設備である。北斗市と青森県東津軽郡今別町に直流・交流の変換設備（変換所）を設け、両変換所間を直流250 kV単極の北斗今別直流幹線（亘長122 km）で結んだ。津軽海峡の下をくぐる区間は、青函トンネル内に直流ケーブルを敷設した。
以上の2ルートにより、本州と北海道との間で最大900 MW（90万kW）を送電することができる。

#### 東北東京間連系線
福島県内には、東北電力ネットワークと東京電力パワーグリッド（東電PG）の両社の連系線があり、東電PG・南いわき開閉所（田村市）と同・新福島変電所（双葉郡富岡町）の2地点が連系点となっている。
東北地方と関東地方との間の系統連系は、1959年（昭和34年）7月に始まった。当初は、電源開発が建設した275 kV田子倉本名線を介して連系した。田子倉本名線は、電源開発の田子倉発電所（福島県南会津郡只見町）と東北電力の本名変電所（福島県大沼郡金山町）とを結ぶ送電線である。
その後、東北電力が南相馬変電所から東京電力・新福島変電所まで275 kVいわき幹線を建設し、1976年（昭和51年）3月、連系点は新福島変電所に変更された。東北電力はさらに、南相馬変電所から東京電力・南いわき開閉所まで500 kV相馬双葉幹線を建設し、1995年（平成7年）6月、500 kVによる連系が始まった。

### 本州の60 Hz地区
新潟県内には、後述する佐渡島のほか、60 Hzで電気を供給する地区がさらに2か所ある。
斑尾高原は、新潟県妙高市と長野県飯山市にまたがる高原リゾート地である。電気は長野県側（中部電力パワーグリッド）から供給されているため、新潟県側も周波数が長野県内と同じ60 Hzとなっている。
糸魚川市の西部（橋立、清水倉、市振、玉ノ木、上路地区）は、親不知・子不知により市の中心部から隔てられている一方、隣接する富山県からのアクセスは容易である。配電線が県境の境川を跨いで富山県側（北陸電力送配電）から伸びており、このために電気の周波数が富山県内と同じ60 Hzとなっている。

### 離島系統
東北地方の離島は、飛島・粟島・佐渡島以外、海底ケーブルなどにより本州から電気の供給を受けているため、上述した本系統の一部である。飛島、粟島、佐渡島の系統はそれぞれ孤立しており、これらを離島系統と総称する。

#### 飛島系統
飛島系統は山形県酒田市に属する飛島1島で構成する電力系統である。標準周波数は50 Hz。東北電力ネットワーク酒田電力センターが管理しており、島内の主な電源は同社の飛島火力発電所である。
| 名称           | 種類   | 周波数（Hz） | 出力（kW） |
| -------------- | ------ | ------------ | ---------- |
| 飛島火力発電所 | 内燃力 | 50           | 750        |

飛島では1957年（昭和32年）に至るまで電気が供給されず、照明には石油ランプを使用していた。島民は東北電力への陳情を繰り返したが、功を奏しなかった。そこで、当時の飛島漁業協同組合が出力32 kWの内燃力発電所を設置し、試験送電の後、同年4月15日に正式送電を開始した。当初、電気の供給は1日当たり7時間足らずであった。1970年（昭和45年）、発電所は改良工事を経て漁協（飛島漁協を吸収合併した山形県漁業協同組合）から東北電力に移管された。

#### 粟島系統
粟島系統は新潟県岩船郡粟島浦村に属する粟島1島で構成する電力系統である。標準周波数は50 Hz。系統は村上市に所在する東北電力ネットワーク村上電力センター、発電所は新潟市に所在する東北電力ネットワーク新潟電力センターが管理しており、島内の主な電源は同社の粟島火力発電所である。
| 名称           | 種類   | 周波数（Hz） | 出力（kW） |
| -------------- | ------ | ------------ | ---------- |
| 粟島火力発電所 | 内燃力 | 50           | 900        |

#### 佐渡系統
佐渡系統は新潟県佐渡市に属する佐渡島1島で構成する電力系統である。標準周波数は60 Hz。佐渡市に所在する東北電力ネットワーク佐渡電力センターが管理している。
| 名称                     | 種類   | 周波数（Hz） | 出力（kW） |
| ------------------------ | ------ | ------------ | ---------- |
| 白瀬発電所               | 水力   | 60           | 457        |
| 新保川発電所             | 水力   | 60           | 108        |
| 両津火力発電所           | 内燃力 | 60           | 40,000     |
| 相川火力発電所           | 内燃力 | 60           | 27,500     |
| ひかり、の、ちから栗野江 | 太陽光 | 60           | 1,500      |

2023年12月、太陽光発電所「ひかり、の、ちから栗野江」ならびに両津火力発電所構内に設置した系統用蓄電池（出力5,000 kW、容量5,000 kWh）の運転を開始する一方、同月に水沢発電所を、2024年12月に梅津発電所を、それぞれ廃止した。
| 名称           | 種類   | 周波数（Hz） | 出力（kW） | 備考                                                 |
| -------------- | ------ | ------------ | ---------- | ---------------------------------------------------- |
| 石花川発電所   | 水力   | 60           | 540        | 1951年9月運転開始、2016年3月31日廃止                 |
| 北狄川発電所   | 水力   | 60           | 114        | 1926年8月運転開始、2016年3月31日廃止                 |
| 水沢発電所     | 水力   | 60           | 133        | 1937年7月運転開始、2023年12月13日廃止                |
| 梅津発電所     | 水力   | 60           | 300        | 1951年2月運転開始、2024年12月11日廃止                |
| 佐渡火力発電所 | 内燃力 | 60           | 2,000      | 1953年3月運転開始、2012年3月31日廃止。出力は廃止時点 |

佐渡島で最初の電灯は1900年（明治33年）9月にともった。佐渡金山の高任選鉱場に水車を設置して発電し、夜間は電灯をともしたとのことである。ただし、この発電設備は当時、金山を経営していた三菱合資会社（現・三菱マテリアル）の自家用の設備であり、一般の需要に応じて電気を供給するための設備ではなかった。
佐渡島における一般の需要に応ずるための電気の供給は、1913年（大正2年）、両津町で佐渡水力電気株式会社が開始したのが最初である。同社は加茂村の梅津川に出力32 kWの水力発電所を設置し、そこから両津町まで配電線を引いた。当初は日没から翌朝までの時間帯（終夜灯）に限って送電していた。翌年、相川町、河原田町などを供給区域とする佐渡電灯株式会社が電気の供給を開始し、こちらが佐渡島最大の電灯会社となった。1940年（昭和18年）、政府の配電統制令に基づき、佐渡島の電気事業は東北配電株式会社に統合された。
かつて、佐渡島では三菱の自家用の設備は60 Hzである一方、一般の需要に応ずる電気事業は50 Hzで電気を供給していた。一般の電力需要の増加により電気事業用の供給力が不足する一方、佐渡金山は衰退期にはいり鉱業所の自家用発電所はその能力を持て余すようになった。そこで、1944年（昭和19年）から、東北配電が三菱鉱業から60 Hzの余剰電力を買い入れ、島内に配電するようになった。負荷が増大して配電系統の電圧が低下すると、一部の配電線を60 Hz系統からの受電に切り替えていたため、需要家に供給する電気は時間帯により50 Hzになったり60 Hzになったりしていたようである。1950年（昭和25年）以降、島内で新設する発電所には60 Hzの設備を導入するようになり、既設の発電所も順次、改修して60 Hzで発電するようにし、島内の周波数は60 Hzに統一された。このようにして島内の電源周波数は統一を見たものの、新潟県内の大部分（50 Hz）とはかえって周波数を異にすることになり、現在に至っている。
本州から佐渡島に海底ケーブルで送電する方式については、島内の電力不足が深刻であった1950年（昭和25年）頃に一度、検討がなされた。その際は、海底ケーブル送電方式は技術的には可能であるが、設備費用がかさむため、島内に火力発電所を建設する方が有利であると結論付けられ、佐渡火力発電所の建設につながった。その後も電力需要が増大するごとに海底ケーブル送電方式が検討されたが、実現に至らなかった。

## 沿革

### 東北電力からの分立
2013年（平成25年）4月、第2次安倍内閣は「電力システムに関する改革方針」を閣議決定した。内閣は、この方針のもと、2013年（平成25年）から2015年（平成28年）にかけ、電気事業法の大幅な改正案を3回に分けて国会に提出し、改正案は全て成立した。これにより、「電力システム改革」と称する電気事業制度の改革が内閣の方針どおり断行されることになった。
電力システム改革により、2016年（平成28年）4月、電気事業の類型が整理され、一般電気事業という類型が廃止された。従来、一般電気事業者として東北地方で発電・送配電・小売を手掛けてきた東北電力は、改正電気事業法では発電事業者 兼 一般送配電事業者 兼 小売電気事業者という位置付けとなった。
2016年（平成28年）4月以降、発電事業は届出制、小売電気事業は登録制となり、発電と小売の分野で新規参入と競争を促す制度になった。発電と小売の分野で様々な事業者が公平な条件で競争するためには、実質的に地域独占で競争が不可能な送配電サービスを中立の立場の事業者が公平に提供することが必要である。一般送配電事業者に発電事業や小売電気事業の兼営を認める場合、この中立性の確保が難しくなる。そこで、電力システム改革の第3段階として、2020年（令和2年）4月以降、一般送配電事業者が発電事業・小売電気事業を兼営することを禁ずることになった。
このため、旧一般電気事業者各社は、一般送配電事業を子会社に移管するなど、電力システム改革の第3段階に対応する必要に迫られた。東北電力はこれに備え、2018年（平成30年）4月に社内に送配電カンパニーを設置した。その後、送配電カンパニーの事業を2020年4月に子会社に移管する方針を発表した。2019年（平成31年）4月1日、送配電事業の受け皿とする100%子会社として東北電力ネットワーク株式会社を設立した、同月、東北電力と東北電力ネットワークとの間で送配電事業の移管についての契約が結ばれ、6月、東北電力の株主総会でこの契約が承認された。こうして、2020年（令和2年）4月、東北電力から東北電力ネットワークに送配電事業が移管された。

### 近年の動向

#### スマートメーターの導入
東北電力時代のの2015年（平成27年）1月から進めてきたスマートメーターの設置が2024年（令和6年）3月末までに完了した。ほぼ全ての電力量計（約680万台）をスマートメーターに取り替えた。スマートメーターは通信機能や負荷制限機能（アンペアブレーカーの機能）を内蔵しているため、検針や契約アンペア数の変更が遠隔で行えるようになった。

#### 再生可能エネルギー発電の出力制御
需要電力に比べて再生可能エネルギー発電（太陽光発電・風力発電）の出力が過大で、火力発電等の出力を最大限、抑制しても電力の需給バランスを維持することができないと予測される場合、再生可能エネルギー発電の出力制御が必要となる。再生可能エネルギー発電の出力制御は、日本国内（離島以外）では、2018年（平成30年）10月13日（土曜日）に九州本土で実施されたのが最初である。その後、東北6県・新潟県でも再生可能エネルギー電気の固定価格買取制度のもとで大量の太陽光発電設備が設置されたため、ついに出力制御が不可避となり、2022年（令和4年）4月10日（日曜日）に初めて実施された。

#### 東北東京間連系線の2ルート化工事
2024年（令和6年）現在、東北電力ネットワークでは宮城中央変電所（仙台市泉区）から東京電力パワーグリッド 南いわき開閉所（福島県田村市）までの500 kV（50万ボルト）送電線（宮城丸森幹線 79 km、丸森いわき幹線 64 km）の建設を進めている。これは、電力広域的運営推進機関が電力の広域取引の拡大、再生可能エネルギーの利用拡大のために必要性を認めて策定した「広域系統整備計画」に基づくもので、一連の工事が完了すると、東北地方から首都圏に送電できる電力（運用容量）が573万kWから1,028万kWへと大幅に拡大する見込みである。

#### 歴代社長
| 代 | 氏名       | 就任         | 出身校           | 出身地 | 備考                                                           |
| -- | ---------- | ------------ | ---------------- | ------ | -------------------------------------------------------------- |
| 1  | 二階堂宏樹 | 2019年4月1日 | 東北大学法学部   | 福島県 | 東北電力株式会社執行役員ビジネスサポート本部総務部長との兼任。 |
| 2  | 坂本光弘   | 2020年4月1日 | 早稲田大学法学部 | 秋田県 |                                                                |
| 3  | 髙野広充   | 2025年4月1日 | 早稲田大学法学部 | 秋田県 |                                                                |

## 関係会社
- 東北送配電サービス株式会社 - 電力ネットワーク設備に関する設計・工事・保守・保安（100%）
- 北日本電線株式会社 - 電線類の製造（60.6%）
- 通研電気工業株式会社 - 電気通信機器・電子応用機器の製造・保守（81.7%）
- 東北計器工業株式会社 - 電気機械器具装置の製造、販売、点検及び修理ならびに検定の代弁など（80%）
- 東北エアサービス株式会社 - ヘリコプターによる送電線巡視・点検業務の受託、資機材の物資輸送（100%）
- 北日本電線サービス株式会社 - ハーネス加工、リサイクル、資材販売（50%）